# Рамона Дюрінгер
Рамона Дюрінгер (нім. Ramona Düringer нар. 2 грудня 1989) — австрійська біатлоністка, учасниця  етапів кубків світу та чемпіонатів світу з біатлону.

## Виступи на чемпіонатах світу
| Рік  | Місце проведення | Інд | Спр | Пр | МС | Ест | ЗМ |
| 2011 | Ханти-Мансійськ  | DNS | 33  | 30 |    |     | 7  |
| 2012 | Рупольдінг       | 62  | 54  |    |    | 16  | 21 |

## Кар'єра в Кубку світу
- Дебют в кубку світу — 5 грудня 2009 року в спринті в Естерсунді — 101 місце.
- Перше попадання в залікову зону — 5 березня 2011 року в спринті в Ханти-Мансійську — 33 місце.

## Загальний залік в Кубку світу
- 2010—2011 — 82-е місце (19 очок)

## Статистика стрільби
| № п/п | Сезон     | Загальна      | Індивідуальна гонка | Спринт        | Гонка переслідування | Мас-старт  | Естафета      |
| ----- | --------- | ------------- | ------------------- | ------------- | -------------------- | ---------- | ------------- |
| 1     | 2009-2010 | 59,2% (42/71) | 65,0% (13/20)       | 65,0% (13/30) | 0,0% (0/0)           | 0,0% (0/0) | 51,6% (13/31) |
| 2     | 2010-2011 | 65,3% (49/75) | 0,0% (0/0)          | 70,0% (7/10)  | 80,0% (16/20)        | 0,0% (0/0) | 57,8% (26/45) |
| 3     | 2011-2012 | 79,7% (55/69) | 85,0% (17/20)       | 90,0% (18/20) | 0,0% (0/0)           | 0,0% (0/0) | 69,0% (20/29) |